# Angle de la mandibule
L' angle de la mandibule (ou angle de la mâchoire ou gonion) est l'angle formé à la jonction  du bord inférieur du corps de la mandibule et le bord postérieur de la branche de la mandibule.
L'angle de la mandibule, l'endroit où la courbure est maximale,  est le point d'insertion du muscle ptérygoïdien médial sur sa face médiale et du muscle masséter sur sa face latérale. A l'angle formé par ces muscles, se fixe le ligament stylo-mandibulaire. En avant de l'insertion du muscle masséter, se trouve une dépression pour le passage de l'artère faciale. Le tégument de l'angle de la mandibule reçoit une innervation somesthésique provenant du nerf grand auriculaire du plexus cervical superficiel.
Le sommet de cet angle, l'endroit où la courbure est maximale, est un point de repère crâniométrique utilisé en anthropologie : le gonion. Il a été désigné comme un outil médico-légal pour la détermination du sexe, mais certaines études ont remis en question l'existence d'une réelle différence sexuelle chez l'humain au niveau de cet l'angle,.

## Galerie

L'angle de la mandibule (en rouge).
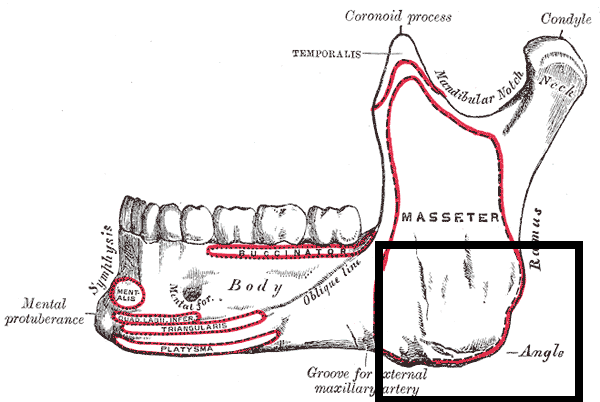
L'angle de la mandibule marquée en bas à droite sur une vue latérale de la mandibule.
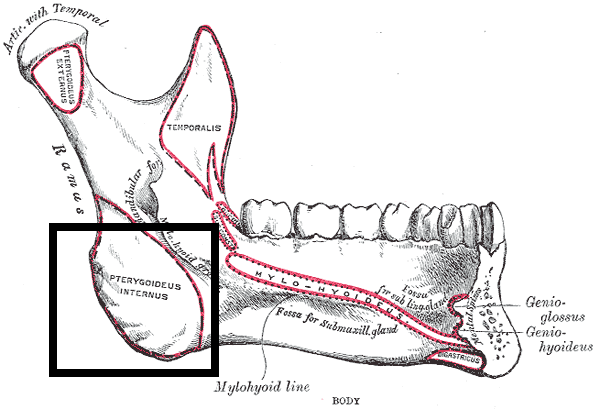
L'angle de la mandibule marquée en bas à gauche sur une vue interne de la mandibule.
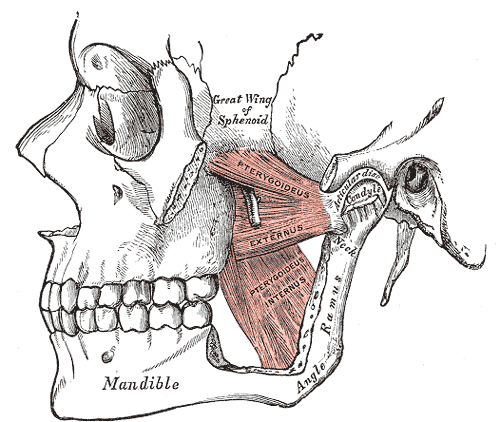
Les muscles ptérygoïdiens (l'arcade zygomatique et une partie de la branche montante de la mandibule ont été enlevées).